# Thorvald Gjerdrum
Thorvald Gjerdrum, född 23 maj 1921, död 12 november 2017 i Uddevalla, var en norsk fartygskonstruktör och civilingenjör.
Thorvald Gjerdrum utbildade sig till skeppsbyggare på Norges tekniske høgskole i Trondheim med examen omkring 1944. Han konstruerade samma år entypsbåten Andunge för dåvarande Blakstad Seilforening på Børsholmen i Asker i Norge. Den första segelbåten byggdes på Børsholmen 1945 och den blev en populär ungdomsbåt i Norge och på Västkusten i Sverige.
Mellan 1960 och 1970 var Thorvald Gjerdrum chef för konstruktionsavdelningen på Uddevallavarvet i Uddevalla.
Thorvald Gjerdrum bodde i senare delen av sitt liv i Kärr på Bokenäset.